# 四十二章経
四十二章経（しじゅうにしょうぎょう）は、迦葉摩騰（かしょうまとう）と竺法蘭（じくほうらん）が訳した、仏教最初の漢訳経典とされる経典である。原始経典であり、仏教の倫理を42章に分け、教訓的に説いたもの。中国に伝わった最初の経典とされるが、疑経とも言われ、異本も多い。

## 概要
本経の序文に、明帝が大月氏に使者を派遣して写経させたとする記述があるほか、後漢桓帝の延熹9年（166年）の襄楷の上奏文中に本経との類似が見られ、後漢末から三国時代 (中国)には成立していたものと推定されるが、伝世の経の内容は、南朝の南斉から梁にかけて成立したとされる。
ただし、後世のような訳場列位に見られるような仏典漢訳システムが全く確立していなかった、仏教伝来当初の状況を考えると、後漢当時の漢訳仏典は、後世の首尾一貫した経典とは異なり、外来の僧徒によって説かれた内容が、中国人の奉仏者たちによって箇条書きの形式で記録され、現在見られる『四十二章経』のような形式で伝存していたものということは、十分考えられる。